# José de Alpoim
José Maria de Alpoim  (1858-1916) fue un político portugués miembro del Partido Progresista y del Partido Republicano Portugués. Fue ministro de Justicia de José Luciano de Castro desde el 18 de agosto de 1898 hasta el 26 de junio de 1900.

## Biografía
José Maria Alpoim nació en Solar da Rede, Mesão Frio, era hijo de Francisco Borges Cerqueira de Alpoim Cabral y Amância Dulce Samora de Quevedo e Alpoim. En 1878 a la edad de 20 años, Alpoim se graduó en leyes en la Universidad de Coímbra. Miembro del Partido Progresista en 1879, pasó a ejercer funciones como magistrado administrativo en Mesão Frio. Alpoim también sirvió como diputado. El 19 de diciembre de 1904, Alpoim fue honrado con la gran cruz de la Orden militar de Cristo.
Tras el fallido golpe de Estado del 28 de enero de 1908, Alpoim se refugió en la casa de António Teixeira de Sousa, para luego exiliarse en Salamanca.